# 오늘의 요리
오늘의 요리(きょうの料理)는 NHK 교육 텔레비전에서 방영되고 있는 프로그램으로 1957년 11월 4일 첫방송해서 60여년 이상 역사와 전통을 자랑하고 있는 요리프로그램이다.

## 프로그램 소개
전신은 1953년 2월달에 방송을 한 『 홈 라이브러리 』에서 주1회가 요리 강좌에 맞춰지면서 시작을 했다가 1957년 11월 4일 현행 방송으로 독립한 후 그 날의 저녁 식사 레시피의 참고가 되는 정보를 일식과 양식 등 폭넓은 장르에서 실기를 섞어 제공하고 있다.
『 키유삐 3분 쿠킹 』(니혼TV · 주부닛폰 방송등), 『 요리 수첩 』(오사카 방송 → 아사히 방송 〈 현:아사히 방송 텔레비전 〉)과 함께 장수 요리 프로그램의 1개이며 2006년 10월에는 "현재 일본 제일의 장수 텔레비전 프로그램"이 됐다.
또 2007년에는 방송 시작 50주년을 맞았다.프로그램 개시 당초는 10분 프로그램이었지만, 1959년에 15분 1963년에 20분으로 방송 시간이 늘면서 1976년에 현행 25분 프로그램으로 되었다.
토미타 이사오 작곡의 경쾌하고 푸근한 주제 음악이 인상적이지만, 방송 개시 40주년인 1997년 11월 4일보다 라틴풍의 새 어레인지 버전이다.과거 오프닝은 실사의 시대도 있었지만 현재는 애니메이션으로 2007년 3월까지는 우에다 미네코가 맡아 그 해 4월부터 새 것으로 바뀌고 있다.1966년 4월 4일 방영 분부터 컬러 방송이 되었고 방송 개시 당초는 월요일 ~ 토요일 주 6회 10분 정도의 생방송이었지만 현재(2017년 5월 시점)은 25분이다. 2017년 5월 23일에 열린 취재회에서 "24분 반의 프로그램인데, 1차 리허설을 하고 미팅을 하고 실전에서는 생방송과 같은 24분 반에서 찍으면 하는 스타일을 변함 없이 하신다고요 ""편집하지 않을 거예요.리허설을 말끔하고 본영은 피샤고 끝났다"등의 무대 뒤가 밝혀졌다.
프로그램 텍스트에는 요리마다 번호로 지정됐지만 2012년 봄보다 프로그램 중에도 요리 소개 때와 요리 완성시에 표시되는 요리 이름에도 텍스트상 번호가 함께 표시되고 있다. 
NHK에서 방송되고 있는 다른 취미계 프로그램과 같이, 프로그램의 마지막에는 반드시 사회자가 "텍스트도 참고해 주세요" 등과 NHK 출판 발행의 텍스트의 선전을 덧붙여서 프로그램 종료가 된다. 
통상은 NHK 방송 센터에서 하루 2편이나 찍은 주 2회 촬영의 페이스로 녹화가 이뤄지는 것이 정기적으로 NHK 오사카 방송국에서 녹화가 진행되고 있다.어느 회도 리허설 2회 실시한 후 실전이 수록되지만 실전은 거의 찍어 내는 상태가 된다. 
2017년에서 방송시작 60년을 맞이하자 첫회 방송 개시일인 11월 4일 14시부터 『 오늘의 요리 전설 60』가 생방송됐다. 출연자는, 고토 시게에·츠게에미즈, 히라노 레미, 후지이 타카시, 오구라 유코, 도이 요시하루."오늘의 요리"에 얽힌 전설 60개를 소개."생방송 월간 오늘의 요리"와 같이 트위터에서 메시지를 접수해, 수시로 프로그램내에서 표시되었다.

## 방송 시간
- NHK 교육 텔레비전 기준: 매주 월요일 ~ 수요일 밤 9시 ~ 9시 25분 (본방)
  - (재방) 매주 월요일 ~ 수요일 오전 11시 ~ 11시 25분
- NHK 종합 텔레비전 기준: 국회 중계가 없는 매주 금요일 오전 10시 15분 ~10시 40분 (그 주에 방송한 내용부터 1개를 재방송)
- NHK 월드 기준: 화요일 ~ 금요일 오후 2시 30분 ~ 2시 55분